# Nゼロ
Nゼロ（エヌゼロ）は、2010年（平成22年）5月に立ち上げられた東京都北区赤羽出身のアイドルプロジェクト、および、その女性アイドルグループである。 株式会社カンドウに所属している。

## 概要
2009年末、赤羽在住の林家ペー・パー子夫妻がカンドウ社員と三軒茶屋の飲み屋で飲んでいた際に、飲んでいた人物が「赤羽って、AKBNですね」とつぶやいた一言からプロジェクト構想に繋がった。
2010年5月1日より「AKBN 0」の名でプロジェクトがスタートし、メンバーの募集を開始。プロジェクト名は出身地である「赤羽」のローマ字表記に、後述のキャッチフレーズから「0」を組み合わせたもの。当初は林家夫妻が初代応援団長（名誉監督）を務めていたが、2010年9月19日に任期満了により退任。2代目の応援団長として、同じく赤羽にゆかりのあるガッツ石松が就任した。
キャッチフレーズは「資金ゼロから紅白を目指す赤羽出身の自給自足アイドル」。予算0円、所属タレント0人からの「自給自足」による低予算型アイドル集団である。「会って、話せて、打ち合わせができる募金アイドル」がコンセプト。メンバーはそれぞれライブやイベント、コンパクトディスク（CD）販売などで活動資金を捻出する。ライブ会場としては、固定されておらず、例えば王子、池尻大橋、三軒茶屋、渋谷、池袋、秋葉原、上野、幕張等で、名前の由来である赤羽での活動はむしろ少ない。また、2014年より秋葉原の「AKIBAドラッグ&カフェ」にて月1～2回の定期公演を行っていた。
ステージ等で歌う際の立ち位置が売り上げ順になっている。貯まった資金に応じて段階的な活動目標を定めており、活動の最終目標は紅白出場。そしてその日に解散するというコンセプトである。
メンバーの脱退に関しては、メンバーの問題行為が理由の場合も包み隠さず発表される。これについて運営は「Nゼロは紅白出場までのドキュメンタリーであり、メンバーの脱退に関する事は最重要事案なので、できるだけ詳しく理由を発表するようにしている」とのスタンスを明確に表明している。

### 活動目標
1. 200万円貯まったらCDデビュー。（2011年5月4日クリア）
2. 300万円貯まったら北区赤羽会館でコンサート。（2011年5月21日クリア）
3. 1,500万円貯まったら日本青年館大ホールでコンサート。（2013年7月14日クリア）
4. 2,000万円貯まったら中野サンプラザでコンサート。
5. 3,000万円貯まったら日本武道館でコンサート。
6. 4,000万円貯まったらさいたまスーパーアリーナでコンサート。
7. 6,000万円貯まったら東京ドームでコンサート。
8. 最終目標はNHK紅白歌合戦への出場。その日に解散。

### 特徴
1. 所属メンバーはそれぞれミドルネームが付与されている。
2. メンバーの居住地は赤羽に限定されていない。地方から通っているメンバーもいる。
3. ファンの事は「クライアント様」と呼ぶ。
4. 在籍3年未満の脱退のことは「中退」と呼ぶ[3]。脱退する際は、メンバーの証しであるピンク色のネクタイを返還する。
5. 最初は見習いとして活動をはじめ、試練をクリアすると正規メンバーになれる。

## 主な来歴
- 2010年（平成22年）
  - 5月1日 - AKBN 0としてプロジェクトスタート。メンバー募集開始。
  - 8月13日 - 代々木公園野外ステージにてデビューライブ開催。
  - 9月30日 - 初の冠番組「AKBNGO!」放送開始。
  - 10月 - 赤羽警察署の振り込め詐欺撲滅キャンペーンにおいて、赤羽駅前でのパレードに参加[1]。
- 2011年（平成23年）
  - 3月 - 東日本大震災の義捐金として、「赤い羽根募金」の名に似せた「赤羽募金」の活動を開始。
  - 5月4日 - デビューシングル『大好きだよ!』をリリース。初週売り上げが1万枚以上、新星堂週間ランキングでは1位、オリコン週間インディーズランキング2位、オリコン週間総合ランキング32位をそれぞれ記録した。
  - 11月2日 - 2ndシングル「ごめんね☆My Way」発売。デイリーチャート9位。オリコン週間ランキング16位にチャートイン。オリコン週間インディーズランキング1位。
- 2012年（平成24年）
  - 5月2日 - 3rdシングル「純情サテライト」発売。デイリーチャート5位。オリコン週間ランキング15位にチャートイン。
  - 5月21日 - かねて目標に掲げていた赤羽会館でのライブを行い、500人（主催者発表）を動員。
- 8月13日 - Nゼロ（元AKBN 0）に改名。4thシングル「Let's get all！」発売。
- 2013年（平成25年）
  - 1月30日 - ニコニコ生放送にて冠番組「Nゼロ（元AKBN0）のニコニコぷんぷん大放送！」を放送開始。
  - 9月25日 - 5thシングル「ドギマギFirst Love」を発売。オリコンデイリーチャート3位、週間ランキング9位にチャートイン。グループ初の週間TOP10入りを果たす。
- 2014年（平成26年）
  - 1月16日 - グループ初となる1stアルバム「First 0（ラブ）」を発売。
  - 5月7日 - 6thシングル 「Blue Sky Blue / 我らスマアホ症候群」 を発売。オリコンデイリーチャート6位、週間ランキング12位にチャートイン。
  - 8月13日 - Nゼロに改名。
  - 12月31日 - 7thシングル「だから！Don't say it」を発売。オリコンデイリーチャート1位、週間ランク4位にチャートインする。その週のオリコン週間チャート１位は、仮面女子でインディーズ女性アイドルとして獲得した。
- 2015年（平成27年）
  - 7月22日 - 8thシングル「抱きしめて☆my heart」発売。オリコンデイリーチャート10位、週間ランク16位にチャートインする。
  - 11月10日 - 2ndアルバム「Second 0（ラブ）」を発売。
  - 4月20日 - 9thシングル「全力★Far Away」発売。オリコンデイリーチャート6位、週間ランク14位にチャートインする。
- 2017年（平成29年）3月15日 -10thシングル「ドーピングゼロ～正々堂々と勝負して～」を発売。オリコンデイリーチャート12位、週間ランク23位にチャートインする。
- 2018年（平成30年）
  - 3月28日 - 11thシングル「ボクとキミとヒコーキ雲」を発売。オリコンデイリーチャート7位、週間ランク19位にチャートインする。
  - 7月18日 - 3rdアルバム「Third 0（ラブ）」を発売。
- 2019年（令和元年）2月27日 - 12thシングル「ときめき♡Destiny」を発売。オリコンデイリーチャート10位、週間ランク20位にチャートインする。

## メンバー

### 在籍メンバー
※ 加入時期順（加入期が同じ場合、売上順）
| 名前                                      | 生年月日             | 出身   | 加入期 | 正規昇格日   | 通称         | 備考           | メンバーカラー |
| ----------------------------------------- | -------------------- | ------ | ------ | ------------ | ------------ | -------------- | -------------- |
| 北口キャロライン美利衣 （きたぐち みりい) | 2008年8月7日（16歳） | 東京都 | 17期生 | 2019年9月8日 | 東京の辻希美 | 10代目リーダー | ネオンパープル |

### 元メンバー
※ 離脱日順
| 名前                                       | 生年月日               | 出身     | 正規昇格日         | 加入期 | 離脱日             | 通称                       | 備考 |
| ------------------------------------------ | ---------------------- | -------- | ------------------ | ------ | ------------------ | -------------------------- | --- |
| 菅野ホーリー瑞紀 (かんの みずき)           | 1996年12月24日（28歳） | 埼玉県   | 2010年8月昇格      | 1期生  | 2010年8月14日脱退  | 埼玉県の高城亜樹           | 元チャームキッズ所属(加入前、瑞乃かれん名義) 元制服向上委員会16期生(菅野みずき名義)                                                                                                  |
| 桜木アリスもも (さくらぎ もも)             | 1997年6月14日（28歳）  | 東京都   | 2010年8月昇格      | 1期生  | 2011年4月30日引退  | 八王子の小川真奈           | 現芸名：中村菜摘 元NICE GIRL プロジェクト!研修生 バクステ外神田一丁目9期生 |
| 井上ナターシャ菜多紗 (いのうえ ナターシャ) | 1995年2月14日（30歳）  | 埼玉県   | 2010年8月昇格      | 1期生  | 2011年5月21日引退  | 久喜市の秋元才加           | 元Northern Angels(井上星羅名義) 弟はジャニーズJr.の井上弥紗瑠 |
| 飯島クッキー有香 (いいじま ゆか)           | 1989年4月25日（36歳）  | 栃木県   | 2010年8月昇格      | 1期生  | 2011年7月30日引退  | 国分寺の Perfume・かしゆか | 元flavorKEY |
| 佐藤キャメロンかすみ (さとう かすみ)       | 1993年7月1日（32歳）   | 長崎県   | 2010年8月昇格      | 1期生  | 2011年7月30日引退  | 長崎の指原莉乃             | 1stシングルセンター 元flavorKEY |
| 髙橋キャサリン玲海 (たかはし れみ)         | 1995年8月28日（29歳）  | 東京都   | 2010年8月昇格      | 1期生  | 2011年7月30日引退  | 狛江の高橋愛               | |
| 茜チュインあい (あかね あい)               | 1983年10月30日（41歳） | 福岡県   | 2010年8月昇格      | 1期生  | 2011年10月5日引退  | 世田谷の菅野美穂           | グラドル文化祭メンバー |
| 中森シェリル渚 (なかもり なぎさ)           | 1993年7月15日（32歳）  | 千葉県   | 2010年12月27日昇格 | 4期生  | 2011年10月10日引退 | 千葉県の志田未来           | 17代目ミニスカポリス研究生 元メグリアイ（山田渚）、橘 利珈 |
| 松田エミリーえみり (まつだ えみり)         | 1991年3月14日（34歳）  | 東京都   | 2010年8月24日昇格  | 2期生  | 2011年10月10日引退 | 東久留米市の里田まい       | 元flavorKEY |
| 松上ゆーにゃん祐子 (まつがみ ゆうこ)       | 1993年6月16日（32歳）  | 埼玉県   | 2010年8月24日昇格  | 2期生  | 2011年10月10日引退 | 春日部の森田涼花           | 元ダイヤの原石 元アイドルファーム スライムガールズメンバー、アリスプロジェクト\| |
| 河野スイーツ絵奈 (かわの えな)             | 1994年8月12日（30歳）  | 山口県   | 2010年8月昇格      | 1期生  | 2011年11月16日引退 | 山口の辻希美               | 元宝映テレビプロダクション所属 |
| 栗原ショコラまい (くりはら まい)           | 1992年2月4日（33歳）   | 東京都   | 2012年3月11日昇格  | 7期生  | 2012年3月22日引退  | 多摩の水川あさみ           | |
| 小嶋ブロッサム友花 (こじま ゆうか)         | 1998年12月3日（26歳）  | 東京都   | 2011年8月30日昇格  | 6期生  | 2012年5月6日引退   | 世田谷の和田彩花           | |
| 前田クローバー彩里 （まえだ いろり)        | 1997年5月7日（28歳）   | 兵庫県   | 2011年4月11日昇格  | 5期生  | 2012年5月6日引退   | 兵庫の久住小春             | 3rdシングルの音源収録、PV、ジャケット撮影のみ参加。発売前に引退 |
| 大隅トゥインクルりよん （おおすみ りよん)  | 1994年9月21日（30歳）  | 宮崎県   | 2011年4月11日昇格  | 5期生  | 2012年8月12日引退  |                            | |
| 加賀アヤミン彩美 (かが あやみ)             | 1990年3月12日（35歳）  | 大阪府   | 2010年10月19日昇格 | 3期生  | 2013年4月7日中退   | 大阪の前田敦子             | 元アヴィラ所属 |
| 芳澤ルンルン月 (よしざわ るな)             | 1999年4月1日（26歳）   | 東京都   | 2012年3月11日昇格  | 7期生  | 2013年4月16日脱退  | 練馬の川島海荷             | 元アルスまかろん(海野るな名義) |
| 板橋ゆーみん優美 (いたばし ゆうみ)         | 1998年6月18日（27歳）  | 東京都   | 2013年2月15日昇格  | 10期生 | 2013年4月16日脱退  | 荒川区の柏木ひなた         | 現芸名：ゆーみ 元ナト☆カン適当正期生(百瀬優美名義) ブルーフォレスト研修生 |
| 加藤ゆりりん友理奈 (かとう ゆりな)         | 1999年1月7日（26歳）   | 埼玉県   | 2013年2月15日昇格  | 10期生 | 2013年4月16日脱退  | 埼玉の田村芽実             | 現芸名：加藤ゆりな 元ナト☆カン適当正期生(朝倉友理奈名義) アキシブprojectメンバー TWIN PLANET所属                                                                                     |
| 綾瀬まニャまなか (あやせ まなか)           | 1997年11月27日（27歳） | 埼玉県   | 2010年8月24日昇格  | 2期生  | 2013年4月29日中退  | 埼玉の優香                 | 旧芸名：綾瀬麻奈夏 |
| 吉川コトノンことの (よしかわ ことの)       | 1993年12月24日（31歳） | 宮城県   | 2010年8月24日昇格  | 2期生  | 2013年7月14日中退  | 仙台の平井理央             | 現芸名：吉川琴乃 初代リーダー・2nd - 4thセンター キミとつくる物語（仮）（キミスト）メンバー、MATE-LINK所属                                                                           |
| 石原マリン麻衣子 (いしはら まいこ)         | 1999年8月1日（25歳）   | 東京都   | 2013年8月25日昇格  | 11期生 | 2014年6月9日中退   | 東京の月島きらり           | 中退後、14期生見習いとして再加入したが2014年8月28日に再び中退 現芸名：まいこ むすめキッチンメンバー                                                                                  |
| 高山りぱぽ莉沙 (たかやま りさ)             | 1993年8月2日（31歳）   | 埼玉県   | 2012年3月11日昇格  | 7期生  | 2014年7月10日中退  | 埼玉の増井みお             | サブガール、Bottom-up!メンバー ACTLIVE所属 |
| 米澤リッタン璃子 (よねざわ りこ)           | 1998年12月27日（26歳） | 東京都   | 2012年10月14日昇格 | 9期生  | 2014年7月10日中退  | 東京の島崎遥香             | 現芸名：璃々 恥じらいレスキューJPNメンバー |
| 石田リア麻利子 (いしだ まりこ)             | 1993年8月18日（31歳）  | 福島県   | 2014年1月19日昇格  | 12期生 | 2014年7月10日中退  | 福島の大島優子             | |
| 桜井はるぴょん陽菜 (さくらい はるな)       | 1995年3月15日（30歳）  | 栃木県   | 2013年2月15日昇格  | 10期生 | 2014年7月23日中退  | 栃木の多田愛佳             | カンドウプロダクション所属 桜井陽菜としてソロ活動 |
| 赤松ミオミオ美音 (あかまつ みおん)         | 1993年5月4日（32歳）   | 神奈川県 | 2012年6月24日昇格  | 8期生  | 2014年7月27日中退  | 神奈川の岡井千聖           | 元アリスプロジェクト所属(加入前・在籍中) サブガール、Bottom-up!メンバー 現・ACTLIVE所属                                                                                              |
| 安原サニー芽生 (やすはら めい)             | 1989年4月15日（36歳）  | 香川県   | 2010年12月27日昇格 | 4期生  | 2015年5月18日引退  | 香川県の宮崎あおい         | 現芸名：原田朱（はらだしゅう） 2代目リーダー・5th - 6thシングルセンター 元17代目ミニスカポリス研究生 石田企画事務所 所属女優                                                         |
| 椎名リホリン理穂 （しいな りほ）           | 1998年8月13日（26歳）  | 東京都   | 2011年8月30日昇格  | 6期生  | 2015年8月13日引退  | 中野の多部未華子           | 現芸名：椿理穂 3代目リーダー・7th-8thシングルセンター 美少女伝説メンバー |
| 田中リリー優衣 （たなか ゆい)              | 2002年9月27日（22歳）  | 埼玉県   | 2013年8月25日昇格  | 11期生 | 2015年9月1日中退   | 埼玉の宮崎あおい           | 中退後の芸名：藤村結衣（日本コロムビア所属時代）、水川沙良 |
| 佐野ラブリーなぎさ （さの なぎさ)          | 1990年8月12日（34歳）  | 千葉県   | 2014年7月20日昇格  | 13期生 | 2015年12月1日中退  | 千葉の水卜麻美             | 旧芸名：美浦なぎさ 元SORA-Girls、Dear★Doll在籍時のカラーはパープル Gゼロと兼任してインストラクターやファンケルアンバサダー等幅広く活動している。                                     |
| 稲葉スカーレット来夢 （いなば らむ）       | 1990年3月31日（35歳）  | 埼玉県   | 2012年10月14日昇格 | 9期生  | 2015年12月27日引退 | 埼玉の森田涼花             | 現芸名：春摘らむ |
| 石田ティアラ華 （いしだ はな）             | 2000年5月27日（25歳）  | 埼玉県   | 2013年8月25日昇格  | 11期生 | 2016年8月31日中退  | 埼玉の一岡伶奈             | |
| 永瀬ユアタンゆりあ （ながせ ゆりあ)        | 1998年10月17日（26歳） | 東京都   | 2014年7月20日昇格  | 13期生 | 2016年9月18日中退  | 東京の川栄李奈             | 在籍時のカラーはレッド |
| 長谷川めいちょりん芽依 （はせがわ めい)    | 1997年11月21日（27歳） | 群馬県   | 2013年2月15日昇格  | 10期生 | 2017年1月8日引退   | 群馬の和田彩花             | 4代目リーダー J-beans所属の長谷川璃穂は妹 在籍時のカラーはパープル |
| 北アミぴょん亜実 （きた あみ)              | 1998年10月13日（26歳） | 東京都   | 2015年6月28日昇格  | 14期生 | 2017年5月22日中退  | 東京の伊藤純奈             | 元13期生(試練失格の為2014年9月7日中退) 在籍時のカラーはホワイト |
| 雨栗クランベリー有美 （あまぐり ゆみ）     | 1992年6月15日（33歳）  | 福岡県   | 2016年5月29日昇格  | 15期生 | 2017年7月30日中退  | 福岡の三倉茉奈             | 双子の妹 在籍時のカラーはグリーン |
| 雨栗ラズベリー加奈 （あまぐり かな）       | 1992年6月15日（33歳）  | 福岡県   | 2016年7月31日昇格  | 15期生 | 2017年7月30日中退  | 福岡の三倉佳奈             | 双子の姉 在籍時のカラーはイエロー |
| 二部アリエル恵美 （にべ めぐみ）           | 1995年3月18日（30歳）  | 青森県   | 2017年3月27日昇格  | 15期生 | 2018年7月1日中退   | 青森の上西恵               | 在籍時のカラーはパープル |
| 大崎メアリー袮々 （おおさき ねね）         | 1998年8月14日（26歳）  | 大阪府   | 2018年6月3日昇格   | 16期生 | 2018年8月12日中退  | 大阪の西野七瀬             | 在籍時のカラーはイエロー |
| 高橋ピーチももか （たかはし ももか)        | 1986年5月4日（39歳）   | 岩手県   | 2014年1月19日昇格  | 12期生 | 2019年1月14日引退  | 岩手の中川翔子             | メンバー加入在籍最長5年 在籍時のカラーはライトピンク 現在は桃川百々花名義でソロ活動を行っている。                                                                                    |
| 櫻井プリンセスひめの (さくらい ひめの)     | 2002年11月15日（22歳） | 埼玉県   | 2016年10月16日昇格 | 15期生 | 2019年2月3日中退   | 埼玉の平手友梨奈           | 在籍時のカラーはレッド |
| 西垣ガーネット明美 （にしがき あけみ)      | 1991年8月6日（33歳）   | 兵庫県   | 2018年2月25日昇格  | 16期生 | 2019年2月24日中退  | 兵庫の西脇綾香（Perfume）  | 一児の母 在籍時のカラーはライトグリーン |
| 吉村みるきー渚 （よしむら なぎさ)          | 2003年5月16日（22歳）  | 東京都   | 2017年10月22日昇格 | 16期生 | 2019年4月29日中退  | 横浜の高倉萌香（NGT48）    | 在籍時のカラーはブルー |
| 長谷川プルメリア依莉 （はせがわ えり)      | 1989年3月2日（36歳）   | 東京都   | 2015年6月28日昇格  | 14期生 | 2019年9月22日引退  | 東京の河北麻友子           | 元ハップニングガールズ(仮) 在籍時のカラーはスカイブルー |
| 高柳ヴィーナス美咲 （たかやなぎ みさき)    | 1995年1月27日（30歳）  | 神奈川県 | 2014年7月20日昇格  | 13期生 | 2020年1月12日引退  | 横浜の山田菜々             | 5代目、7代目リーダー 在籍時のカラーはオレンジ→ピンク |
| 橋田ローズ美祐 （はしだ みゆ)              | 2000年1月29日（25歳）  | 埼玉県   | 2014年1月19日      | 12期生 | 2021年3月28日引退  | 埼玉の芳澤ルンルン月       | 6代目、8代目リーダー 在籍時のカラーはローズピンク→レッド。 2020年3月1日に引退予定だったがコロナウィルス蔓延のため2020年12月20日に延期となり最終的に2021年3月28日に正式引退となった。 |
| 米澤リエル玲菜 （よねざわ れな)            | 2004年12月24日（20歳） | 千葉県   | 2019年9月8日       | 17期生 |                    | 千葉の白鳥沙南             | |
| 佐倉セレーナさえ （さくらさえ）            |                        |          | 2023年9月17日      | 18期生 |                    |                            | 在籍時のカラーはピンク。 |
| 石橋バイオレットえりか （いしばしえりか）  |                        |          | 2023年9月17日      | 18期生 |                    |                            | 在籍時のカラーはブラウン。 |
| 池畑アクア美紗 （いけはたみさ）            |                        |          |                    | 19期生 |                    |                            | |

## 内部ユニット

### 活動中の内部ユニット
※現在はメンバーの構成上、違うユニット曲を歌うケースもある。また、同期でユニットを組むこともある。
| ユニット名                 | 現メンバー                     | 元メンバー | 備考 |
| -------------------------- | ------------------------------ | --- | --- |
| 4ever                      |                                | 綾瀬まなか 加賀彩美 吉川ことの 安原芽生 桜井陽菜 椎名理穂 稲葉来夢 永瀬ゆりあ 北亜実 二部恵美 高橋ももか 吉村渚 長谷川依莉 高柳美咲 橋田美祐                                                      | ユニット楽曲は 「恋シテForever」、「ビーチフラッグ」、「記憶のかけら」                                                                                    |
| 歩平部隊                   |                                | 石田華 永瀬ゆりあ 高柳美咲 佐野なぎさ 北亜実 吉村渚 長谷川依莉 橋田美祐 | 平日を主に活動するユニット ユニット楽曲は「夢追いキッス」、「直球Magic」                                                                                  |
| デブゼロ                   |                                | 石橋えりか 佐倉さえ 桜井陽菜 石田麻利子 安原芽生 高山莉紗 石原麻衣子 椎名理穂 佐野なぎさ\|\|2014年2月23日結成。オリジナル曲『今 何時? 肥満児』。 メンバー不在時は「デブゼロMODOKI」が招集される。 | |
| Chance                     | 北口美利衣                     | 芳澤月 綾瀬まなか 椎名理穂 米澤璃子 石原麻衣子 橋田美祐 田中優衣 石田華 | 中学生限定ユニット。ユニット楽曲は「キミにとどけ！」、「小さなしあわせ」                                                                                  |
| エヌゼロ女子高校アイドル部 |                                | そ 米澤玲奈椎名理穂 長谷川芽依 永瀬ゆりあ 北亜実 橋田美祐 櫻井ひめの | 2014年8月結成。 ユニット曲「だってもっと」 |
| Nゼロ演劇部                |                                | 高橋ももか 二部恵美 長谷川依莉 橋田美祐 | 2014年10月発足。2016年6月12日伝承ホールで初演。 |
| Vゼロ                      | 北口美利衣                     | 高橋ももか 高柳美咲 橋田美祐 | 「V」はヴォーカルの意味。2015年6月14日に、 歌のランキングが1位と2位のメンバーで結成。 ユニット楽曲は「夢色トランク」、「少女シンカロン」、「turn around」 |
| Gゼロ                      | 櫻井ひめの 西垣明美 佐野なぎさ | 石原麻衣子 高橋ももか | 2019年3月7日結成 OGのメンバー内で2人以上イベントに参加した場合のみ活動 現在のリーダーは櫻井ひめのだがGゼロ自体グループ活動を全くしていない                |

### 過去の内部ユニット
| ユニット名                                               | 最終在籍メンバー                           | 元メンバー | 備考 |
| -------------------------------------------------------- | ------------------------------------------ | --- | --- |
| 横断歩道渡り隊 ↓ 幕張メッセまで走り隊 ↓ 赤羽OK横丁走り隊 | 吉川ことの 綾瀬まなか 加賀彩美 安原芽生    | | 2011年結成。2012年に4everに改名。 |
| コリーズ                                                 | 椎名理穂 吉川ことの                        | | 旧ユニット名：リリーズ 吉川の中退により自然消滅。 |
| 春キャベツ                                               | 長谷川芽依                                 | 桜井陽菜 | 桜井の中退により自然消滅。 |
| サブガール                                               | 高山莉沙 赤松美音                          | | 内部ユニットから独立。 |
| BKAN 0                                                   | 高山莉沙 田中優衣                          | | 読み方は「バカンゼロ」。一般常識が無いと判定されたメンバーによって2013年9月22日に結成。 2014年1月13日の15thライブで初お披露目。 翌2月16日の渋谷Gladでの対バンライブ「ROLL TOGETHER FESTIVAL2014 × Glad 4th Anniversary」にも出演。 |
| Nゼロ陸上部                                              | 長谷川芽依（主将、部長） 橋田美祐 高柳美咲 | 安原芽生 椎名理穂 高山莉沙 赤松美音 米澤璃子 桜井陽菜 田中優衣 石原麻衣子 高橋ももか 石田麻利子 永瀬ゆりあ 佐野なぎさ 北亜実 | 2014年3月発足。マラソン大会や駅伝大会に出場。 |

## ディスコグラフィ

### シングル
※ 順位はオリコンウィークリーチャート、赤字はセンターポジションメンバー。
■ … 10位以内  ■ … 20位以内  ■ … 30位以内
|                            | タイトル                             | 発売日                     | 選抜メンバー                                                         | 最高位                     |
| インディーズ (kando music) | インディーズ (kando music)           | インディーズ (kando music) | インディーズ (kando music)                                           | インディーズ (kando music) |
| AKBN 0                     | AKBN 0                               | AKBN 0                     | AKBN 0                                                               | AKBN 0                     |
| -------------------------- | ------------------------------------ | -------------------------- | -------------------------------------------------------------------- | -------------------------- |
| 1st                        | 大好きだよ!                          | 2011年5月4日               | 茜・飯島・井上・佐藤・河野・髙橋・桜木・松田・松上・吉川・綾瀬・加賀 | 32位                       |
| 2nd                        | ごめんね☆My Way                      | 2011年11月2日              | 吉川・綾瀬・加賀・安原・前田                                         | 16位                       |
| 3rd                        | 純情サテライト                       | 2012年5月2日               | 吉川・綾瀬・加賀・前田・大隅                                         | 15位                       |
| Nゼロ（元AKBN 0）          |                                      |                            |                                                                      |                            |
| 4th                        | Let's get all!                       | 2012年11月2日              | 吉川・綾瀬・加賀・安原・椎名・芳澤                                   | 20位                       |
| 5th                        | ドギマギFirst Love                   | 2013年9月25日              | 安原・椎名・高山・米澤・桜井                                         | 9位                        |
| 6th                        | Blue Sky Blue / 我らスマアホ症候群   | 2014年5月7日               | 安原・高山・赤松・稲葉・桜井・長谷川・石原・石田・田中・橋田         | 12位                       |
| Nゼロ                      |                                      |                            |                                                                      |                            |
| 7th                        | だからDon't say it                   | 2014年12月31日             | 椎名・稲葉・長谷川・田中・高橋・高柳・永瀬                           | 4位                        |
| 8th                        | 抱きしめて☆my heart                  | 2015年7月22日              | 椎名・稲葉・長谷川・田中・高橋・高柳・永瀬・佐野                     | 16位                       |
| 9th                        | 全力☆Far Away                        | 2016年4月20日              | 長谷川・高橋・橋田・高柳・永瀬・長谷川・北                           | 14位                       |
| 10th                       | ドーピングゼロ～正々堂々と勝負して～ | 2017年3月15日              | 高橋・橋田・高柳・長谷川・雨栗                                       | 23位                       |
| 11th                       | ボクとキミとヒコーキ雲               | 2018年3月28日              | 高橋・橋田・高柳・長谷川・櫻井・吉村                                 | 19位                       |
| 12th                       | ときめき♡destiny                     | 2019年2月27日              | 橋田・高柳・長谷川・吉村                                             | 20位                       |
| 13th                       | あした■P-CAN気分!                    | 2023年3月15日              | 北口・佐倉・石橋・池畑                                               | 33位                       |

### アルバム
※ 順位はオリコンウィークリーチャート。
■ … 10位以内  ■ … 20位以内  ■ … 30位以内
|                            | タイトル                   | 発売日                     | 選抜メンバー                      | 最高位                     |
| インディーズ (kando music) | インディーズ (kando music) | インディーズ (kando music) | インディーズ (kando music)        | インディーズ (kando music) |
| Nゼロ（元AKBN 0）          | Nゼロ（元AKBN 0）          | Nゼロ（元AKBN 0）          | Nゼロ（元AKBN 0）                 | Nゼロ（元AKBN 0）          |
| -------------------------- | -------------------------- | -------------------------- | --------------------------------- | -------------------------- |
| 1st                        | First 0                    | 2014年1月16日              | 1期～11期生の歴代正規メンバー全員 | 300位圏外                  |
| 2nd                        | Second 0                   | 2015年11月10日             | レコーディングメンバー全員        | 300位圏外                  |
| 3rd                        | Third 0                    | 2018年7月18日              | レコーディングメンバー全員        | 300位圏外                  |

### ソロ
|                            | タイトル                   | 発売日                     | 最高位                     |                            |
| インディーズ (kando music) | インディーズ (kando music) | インディーズ (kando music) | インディーズ (kando music) | インディーズ (kando music) |
| 長谷川めいちょりん芽依     | 長谷川めいちょりん芽依     | 長谷川めいちょりん芽依     | 長谷川めいちょりん芽依     | 長谷川めいちょりん芽依     |
| -------------------------- | -------------------------- | -------------------------- | -------------------------- | -------------------------- |
| 1stシングル                | 追いかけて青春！           | 2015年8月25日              | 43位                       |                            |
| 2ndシングル                | 未来リセット               | 2016年8月23日              | 59位                       |                            |
| 橋田ローズ美祐             |                            |                            |                            |                            |
| 1stシングル                | なないろ☆Starlight         | 2017年9月5日               | 52位                       |                            |
| 2ndシングル                | まっすぐ                   | 2019年12月31日             | 21位                       |                            |
| 1stアルバム                | Me to You                  | 2020年11月18日             | 300位圏外                  |                            |
| 高橋ピーチももか           |                            |                            |                            |                            |
| 1stシングル                | Stardust Gazer             | 2018年9月25日              | 65位                       |                            |
| 長谷川プルメリア依莉       |                            |                            |                            |                            |
| 1stシングル                | Happy My Life              | 2019年7月23日              | 58位                       |                            |
| 北口キャロライン美利衣     |                            |                            |                            |                            |
| 1stシングル                | 君に☆妄想中                | 2023年6月13日              | 35位                       |                            |
| 2ndシングル                | 星ねが☆彡                  | 2024年7月16日              | 47位                       |                            |

### DVD
1. スカパー音楽特集「AKBN 0」DVD （スペシャル特典映像付き）
2. サンドウィッチマンのご当地アイドル発掘団 VOL.2 埼玉&赤羽編 （2011年8月5日）
3. カンニング竹山 / 竹山ロックンロール VOL.7 （2014年10月22日）
4. カンニング竹山 / 竹山ロックンロール VOL.8 （2014年11月26日）

この他、定期ライブDVD、ゆるぐだカラオケ選手権大会DVDを多数発売。

### タイアップ
| 楽曲          | タイアップ                                                                | 収録作品                                        |
| ------------- | ------------------------------------------------------------------------- | ----------------------------------------------- |
| Blue Sky Blue | フジテレビ SHELiCoの夜活～こんがりネェさんの大人買い～ エンディングテーマ | 6thシングル「Blue Sky Blue/我らスマアホ症候群」 |

### 未収録曲
| 楽曲                                 | 備考!                                                |
| ------------------------------------ | ---------------------------------------------------- |
| 気づいてサマービーチ                 | Nゼロ夏曲                                            |
| 夕暮れCheering                       | Nゼロ見習いの曲                                      |
| ドキドキお初デート                   | 歌のランキング一位の歌、芸人AMEMIYAが作詞作曲        |
| だってもっと                         | ユニット「Nゼロ女子高校アイドル部」 楽曲             |
| 直球Magic                            | ユニット「歩平部隊」楽曲                             |
| アイドルバカ一代                     | アニメ「空手バカ一代」のOP替え歌 Nゼロのテーマソング |
| 届け                                 | 14期生のオリジナルソング                             |
| 超絶dreamer                          | 15期生のオリジナルソング                             |
| 笑顔がみえたから                     | 17期生のオリジナルソング                             |
| 2推し3推しでもいいから、私を推して！ |                                                      |

※16期生にはオリジナルソングが存在せず、イメージソングで乃木坂46の「サヨナラの意味」が起用されている。

## 主な出演作品

### テレビ番組
- 音楽特集 ? AKBN 0 （2011年1月16日 - 2月15日、エンタ!371）

### 舞台
- LIBERUSプロデュース 東京ギロティン倶楽部第一回公演「東京奇人博覧会」（2013年4月17日‐21日、新宿スペース・ゼロ）

### WEB
- NGO! （エヌ・ゴー。オフィシャルサイト内での動画番組）

### ライブ
- デビューライブ （2010年8月13日、代々木公園野外ステージ）
- 2ndライブ  (2010年10月3日、玉川区民会館）
- 3rdライブ  (2010年11月27日、代々木公園野外ステージ）
- 4thライブ  (2011年1月15日、イーストステージいけぶくろ）
- 5thライブ  (2011年2月27日、イーストステージいけぶくろ）
- 6thライブ  (2011年5月21日、北区赤羽会館）
- 7thライブ  (2011年7月30日、北区赤羽会館）
- 8thライブ  (2011年10月10日、北区赤羽会館）
- 9thライブ  (2012年1月9日、北区赤羽会館）
- 10thライブ (2012年3月25日、北区赤羽会館）
- 11thライブ (2012年6月10日、世田谷区民会館）
- 12thライブ (2013年1月6日、北区赤羽会館）
- 13thライブ (2013年4月7日、北区赤羽会館）
- 14thライブ (2013年7月14日、日本青年館大ホール）
- 15thライブ (2014年1月13日、北区赤羽会館）
- 16thライブ (2014年7月6日、目黒区中小企業センターホール）
- 17thライブ (2014年12月28日、なかのZEROホール）
- 18thライブ (2015年6月14日、北区赤羽会館）
- 19thライブ (2015年12月27日、なかのZEROホール）
- 20thライブ＆デビュー6周年記念スペシャルライブ（2016年8月14日、渋谷伝承ホール）
- 21stライブ  (2017年1月8日、渋谷伝承ホール）
- 22ndライブ(2017年12月10日、渋谷伝承ホール）
- 23rdライブ(2018年7月1日、渋谷伝承ホール）
- 24thライブ(2019年7月14日、渋谷伝承ホール）
- 25thライブ(2021年3月28日、渋谷伝承ホール）

この他、三軒茶屋、上野公園、王子・北とぴあ、秋葉原FLAGなどの会場でも単発ライブを多数行っている。

### イベント
- デビュー○周年記念スペシャルライブ （毎年8月）
- 公式ライブ
- 公式ワンマンライブ（公式で唯一DVD収録のないライブ）
- ありがとう大きくカンシャライブ(CDシングル発売し、週間ランキング発表した後日)
- 浴衣イベント&全メンバー一斉緊急抜き打ち試練 （毎年8月）
- ゆるぐだカラオケ選手権大会
- せたがやがやがや館定例ゲリラライブ
- カレーイベント（メンバーがつくるカレーライスを食べるイベント）
- スポーツイベント（夏前後と秋に一回）
- サマーランドイベント（夏に１回実施）
- バレンタインイベント（当日実施）
- ホワイトデーイベント（当日実施）
- 秋葉原コスプレイベント（秋に１回実施）

## 歴代専属スタッフ
- プロデューサー - 安藤正臣、
- 歌唱レッスン講師 - 鬼塚綾